# Comuna Cazaci, Cetatea Albă
Cazaci (în ucraineană Старокозаче, transliterat: Starokozace) este o comună în raionul Cetatea Albă, regiunea Odesa, Ucraina, formată din satele Cazaci (reședința) și Eigenheim.

## Demografie
Componența lingvistică a comunei Cazaci
     Ucraineană (89,18%)
     Rusă (6,31%)
     Română (3,17%)
     Alte limbi (1,28%)
Conform recensământului din 2001, majoritatea populației comunei Cazaci era vorbitoare de ucraineană (89,18%), existând în minoritate și vorbitori de rusă (6,31%) și română (3,17%).